# Red Letter Media
Red Letter Media (RedLetterMedia i stiliserad form) är ett filmproduktionsbolag lett av filmskaparna Mike Stoklasa och Jay Bauman. Bolaget grundades av Stoklasa 2004.
Stoklasa och bolaget blev ursprungligen kända genom en 70 minuter lång recension av långfilmen Star Wars: Episod I – Det mörka hotet. Recensionen publicerades i flera delar på Youtube. Stoklasa spelar i recensionen karaktären "Harry S. Plinkett", en man med påtagliga talsvårigheter och ett mörkt förflutet som inkluderar kidnappning och mord på prostituerade, men som samtidigt framstår som en djupt insatt cineast. Redan tidigare hade Stoklasa använt samma karaktär för att recensera bland annat Star Trek-filmer, men det blev som recensent av The Phantom Menace och dess uppföljare han uppmärksammades.
Tillsammans med Jay Bauman har Stoklasa producerat ett antal oberoende kort- och långfilmer, men RedLetterMedia's verksamhet är för närvarande centrerad kring regelbundet publicerade filmrecensioner. Nya biofilmer recenseras av Stoklasa och Bauman i halvtimmeslånga program under titeln "Half in the Bag". "Best of the Worst" är istället en paneldiskussion, där Stoklasa och Bauman efter att ha sett tre eller fler B-filmer tillsammans med en grupp vänner, diskuterar och värderar filmerna. Programmet avslutas ofta med att den film som bedömts vara sämst förstörs på ett våldsamt sätt.

## Länkar
- Officiell webbplats
- RedLetterMedia på Youtube